# Élections législatives de 1876 dans la Marne
Les élections législatives de 1876 ont eu lieu les 20 février et 5 mars.

## Résultats à l'échelle du département
| Partis         | Partis              | Premier tour | Premier tour | Sièges |
| Partis         | Partis              | Voix         | %            | Sièges |
| -------------- | ------------------- | ------------ | ------------ | ------ |
|                | Gauche républicaine | 53 320       | 62,10        | 5      |
|                | Orléanistes         | 20 292       | 23,63        | 1      |
|                | Légitimistes        | 9 141        | 10,65        | 0      |
|                | Bonapartistes       | 3 109        | 3,62         | 0      |
|                |                     |              |              |        |
| Inscrits       | Inscrits            | 108 667      | 100,00       | 6      |
| Votants        | Votants             | 87 604       | 80,62        |        |
| Abstentions    | Abstentions         | 21 063       | 19,38        |        |
| Blancs et nuls | Blancs et nuls      | 1 742        | 1,99         |        |
| Exprimés       | Exprimés            | 85 862       | 98,01        |        |

## Résultats par arrondissement

### Arrondissement d'Épernay
| Candidat       | Candidat       | Parti               | Premier tour | Premier tour |
| Candidat       | Candidat       | Parti               | Voix         | %            |
| -------------- | -------------- | ------------------- | ------------ | ------------ |
|                | Eugène Blandin | Gauche républicaine | 13 813       | 62,11        |
|                | De Villiers    | Orléaniste          | 7 981        | 35,89        |
|                | De Baye        | Légitimiste         | 446          | 2,01         |
|                |                |                     |              |              |
| Inscrits       | Inscrits       | Inscrits            | 27 421       | 100,00       |
| Votants        | Votants        | Votants             | 22 371       | 81,58        |
| Abstention     | Abstention     | Abstention          | 5 050        | 18,42        |
| Blancs et nuls | Blancs et nuls | Blancs et nuls      | 131          | 0,59         |
| Exprimés       | Exprimés       | Exprimés            | 22 240       | 99,41        |

### Arrondissement de Châlons-sur-Marne
| Candidat       | Candidat        | Parti               | Premier tour | Premier tour |
| Candidat       | Candidat        | Parti               | Voix         | %            |
| -------------- | --------------- | ------------------- | ------------ | ------------ |
|                | Édouard Ponsard | Orléaniste          | 6 436        | 52,34        |
|                | Faure           | Gauche républicaine | 5 860        | 47,66        |
|                |                 |                     |              |              |
| Inscrits       | Inscrits        | Inscrits            | 15 030       | 100,00       |
| Votants        | Votants         | Votants             | 12 411       | 82,57        |
| Abstention     | Abstention      | Abstention          | 2 619        | 17,43        |
| Blancs et nuls | Blancs et nuls  | Blancs et nuls      | 115          | 0,93         |
| Exprimés       | Exprimés        | Exprimés            | 12 296       | 99,07        |

### Arrondissement de Reims

#### 1recirconscription
| Candidat       | Candidat                | Parti               | Premier tour | Premier tour |
| Candidat       | Candidat                | Parti               | Voix         | %            |
| -------------- | ----------------------- | ------------------- | ------------ | ------------ |
|                | Désiré Médéric Le Blond | Gauche républicaine | 12 188       | 86,61        |
|                | Barbat de Bignicourt    | Légitimiste         | 1 884        | 13,39        |
|                |                         |                     |              |              |
| Inscrits       | Inscrits                | Inscrits            | 21 127       | 100,00       |
| Votants        | Votants                 | Votants             | 15 099       | 71,47        |
| Abstention     | Abstention              | Abstention          | 6 028        | 28,53        |
| Blancs et nuls | Blancs et nuls          | Blancs et nuls      | 1 027        | 6,80         |
| Exprimés       | Exprimés                | Exprimés            | 14 072       | 93,20        |

#### 2ecirconscription
| Candidat       | Candidat       | Parti               | Premier tour | Premier tour |
| Candidat       | Candidat       | Parti               | Voix         | %            |
| -------------- | -------------- | ------------------- | ------------ | ------------ |
|                | Alfred Thomas  | Gauche républicaine | 9 653        | 57,88        |
|                | Duchataux      | Constitionnel       | 4 257        | 25,52        |
|                | De Mareuil     | Constitionnel       | 1 618        | 9,70         |
|                | Paris          | Légitimiste         | 1 150        | 6,90         |
|                |                |                     |              |              |
| Inscrits       | Inscrits       | Inscrits            | 20 527       | 100,00       |
| Votants        | Votants        | Votants             | 16 805       | 81,87        |
| Abstention     | Abstention     | Abstention          | 3 722        | 18,13        |
| Blancs et nuls | Blancs et nuls | Blancs et nuls      | 127          | 0,76         |
| Exprimés       | Exprimés       | Exprimés            | 16 678       | 99,24        |

### Arrondissement de Sainte-Menehould
| Candidat       | Candidat         | Parti               | Premier tour | Premier tour |
| Candidat       | Candidat         | Parti               | Voix         | %            |
| -------------- | ---------------- | ------------------- | ------------ | ------------ |
|                | Camille Margaine | Gauche républicaine | 4 676        | 60,06        |
|                | Varin            | Bonapartiste        | 3 109        | 39,94        |
|                |                  |                     |              |              |
| Inscrits       | Inscrits         | Inscrits            | 9 584        | 100,00       |
| Votants        | Votants          | Votants             | 8 029        | 83,78        |
| Abstention     | Abstention       | Abstention          | 1 555        | 16,22        |
| Blancs et nuls | Blancs et nuls   | Blancs et nuls      | 244          | 3,04         |
| Exprimés       | Exprimés         | Exprimés            | 7 785        | 96,96        |

### Arrondissement de Vitry-le-François
| Candidat       | Candidat        | Parti               | Premier tour | Premier tour |
| Candidat       | Candidat        | Parti               | Voix         | %            |
| -------------- | --------------- | ------------------- | ------------ | ------------ |
|                | Alphonse Picart | Gauche républicaine | 7 130        | 55,74        |
|                | De Felcourt     | Légitimiste         | 5 661        | 44,26        |
|                |                 |                     |              |              |
| Inscrits       | Inscrits        | Inscrits            | 14 978       | 100,00       |
| Votants        | Votants         | Votants             | 12 889       | 86,05        |
| Abstention     | Abstention      | Abstention          | 2 089        | 13,95        |
| Blancs et nuls | Blancs et nuls  | Blancs et nuls      | 98           | 0,76         |
| Exprimés       | Exprimés        | Exprimés            | 12 791       | 99,24        |